# Control Myself
"Control Myself" (Tiếng Việt: Kiểm soát bản thân) là một ca khúc được trình bày bởi nghệ sĩ rap người Mĩ LL Cool J được trích từ album phòng thu thứ 12 của anh Todd Smith (2006). Ca khúc được sản xuất bởi Jermaine Dupri và bao gồm sự xuất hiện của anh và ca sĩ Jennifer Lopez. Bài hát được mang giai điệu từ bài "Looking for the Perfect Beat" của Afrika Bambaataa & Soulsonic Force. Nhưng giọng nền trong ca khúc lại về bản "White Lines (Don't Don't Do It)" của Grandmaster Flash & Melle Mel và ca khúc của Afrika Bambaataa & Soulsonic Force, "Planet Rock".
Ca khúc trở thành đĩa đơn mở đầu cho loạt đĩa đơn của album, đứng vững trên bảng xếp hạng Billboard Hot 100 ba tuần liên tiếp với vị trí thứ 9. Sau khi phát hành trực tuyến trên mạng, bài hát bỗng vọt lên vị trí thứ 2 trong bảng Billboard Hot Digital Songs và tiếp tục trở lại trên Hot 100 với vị trí thứ 4.
Ca khúc đứng thứ 15 trên bảng UK Singles Chart và sau đó vươn lên vị trí thứ hai, trở thành ca khúc thành công nhất của anh cho đến nay. Đồng thời đầy là ca khúc thành công thứ năm của Jennifer.

## Video ca nhạc
Video được quay ở Sony Studios ở thành phố New York bởi đạo diễn Hype Williams vào ngày 2 tháng 1 năm 2006. Video trình chiếu vào ngày 13 tháng Hai tại Mĩ và vào ngày 19 tháng 2 năm 2006 tại châu Âu. Video đứng thứ hai ở Total Request Live của MTV, thứ ba tại chương trình của BET, 106 & Park, và thứ 18 trong chương trình của VH1, VSpot Top 20 Countdown.

## Danh sách ca khúc
Đĩa CD châu Âu
1. "Control Myself" – 3:56
2. "Control Myself" (Jason Nevins Funktek Edit) – 4:02

Đĩa Maxi CD châu Âu
1. "Control Myself" – 3:56
2. "Control Myself" (Jason Nevins Funktek Edit) – 4:02
3. "Control Myself" (Nhạc nền) – 3:54
4. "Control Myself" (Video)

Đĩa quảng bá châu Âu
1. "Control Myself" (Radio) – 3:54

Đĩa CD Maxi quảng bá Châu Â
1. "Control Myself" (Radio) – 3:54
2. "Control Myself" (Nhạc nền) – 3:54

Đĩa CD Maxi quảng bá tại Mĩ
1. "Control Myself" (Nevins Electrotek Edit) – 4:05
2. "Control Myself" (Joe Bermudez Radio Edit) – 3:51
3. "Control Myself" (Nevins Electrotek Club Mix) – 8:55
4. "Control Myself" (Joe Bermudez Tantric Experience) – 8:18

Đĩa 12-inch tại Mĩ
- Mặt A:

1. "Control Myself" (Radio) – 3:54
2. "Control Myself" (Nhạc nền) – 3:54

- Mặt B:

1. "Control Myself" (Radio) – 3:54
2. "Control Myself" (Nhạc nền) – 3:54

Đĩa quảng bá12-inch tại Mĩ
- Mặt A:

1. "Control Myself" (Nevins Electrotek Club Mix) – 8:55

- Mặt B:

1. "Control Myself" (Joe Bermudez Tantric Experience) – 8:18

Đĩa 12-inch tại Anh
- Mặt A:

1. "Control Myself" (Bản gốc) – 3:54
2. "Control Myself" (Nhạc nền) – 3:54

- Mặt B:

1. "Control Myself" (Jason Nevins Electrotex Club Mix) – 8:53

Đĩa 12-inch tại Đức
- Mặt A:

1. "Control Myself" (Bản "bẩn") – 3:58

- Mặt B:

1. "Control Myself" (Nhạc nền) – 3:54

Đĩa 12-inch quảng bá châu Âu
- Mặt A:

1. "Control Myself" (Radio) – 3:54
2. "Control Myself" (Nhạc nền) – 3:54

- Mặt B:

1. "What You Want" (Radio)
2. "What You Want" (Nhạc nền)

## Xếp hạng
| Bảng xếp hạng (2006)                   | Vị trí |
| -------------------------------------- | ------ |
| Australian ARIA Singles Chart          | 17     |
| Ö3 Austria Top 40                      | 70     |
| Belgian Ultratop 50 Singles (Flanders) | 14     |
| Canadian Singles Chart                 | 4      |
| Dutch Top 40                           | 13     |
| European Hot 100 Singles               | 7      |
| Finnish Singles Chart                  | 11     |
| German Singles Chart                   | 25     |
| Global Dance Tracks                    | 18     |
| Irish Singles Chart                    | 5      |
| New Zealand RIANZ Singles Chart        | 7      |
| UK Singles Chart                       | 2      |
| U.S. Billboard Hot 100                 | 4      |
| U.S. Billboard Hot Rap Tracks          | 9      |
| U.S. Billboard Hot R&B/Hip-Hop Songs   | 28     |
| U.S. Billboard Pop 100                 | 5      |
| U.S. Billboard Hot Dance Club Play 1   | 14     |

- 1 Bản phối của Jason Nevins/Joe Bermudez